# Kazimierz Głazek
Kazimierz Bolesław Głazek (ur. 20 lutego 1939 w Warszawie, zm. 25 września 2005 w Tunezji) – polski matematyk, taternik, alpinista i himalaista. Brat geologa Jerzego Głazka, syn zoologa Stanisława Głazka. Pochowany został we Wrocławiu-Marszowicach.

## Matematyk i nauczyciel
Studiował w latach 1957–1962 matematykę na Uniwersytecie Wrocławskim. Specjalizował się w algebrze uniwersalnej (algebrze ogólnej). Doktorat uzyskał w 1969 u Edwarda Marczewskiego, habilitację w 1992 po przedstawieniu rozprawy w Instytucie Matematyki Politechniki Warszawskiej.
Od 1993 był związany z zielonogórskim środowiskiem naukowym i szybko rozwijającą się tam uczelnią (profesor nadzwyczajny Wyższej Szkoły Inżynierskiej w Zielonej Górze, od 1996 profesor Politechniki Zielonogórskiej, od 2001 Uniwersytetu Zielonogórskiego). Z czasem wyspecjalizował się w teorii pierścieni, czego uwieńczeniem była monografia A guide to the literature on semirings and their applications… wydana przez wydawnictwo Kluwer w 2002 i potem nagradzana (zob. Publikacje matematyczne). Stworzył (od 2000) czasopismo o światowym zasięgu „Discussiones Mathematicae. General Algebra and Applications”.

### Publikacje matematyczne
Opublikował ponad 60 prac naukowych i dydaktycznych, w tym:
- Kazimierz Głazek: Algebry działań algebraicznych a morfizmy systemów algebraicznych. Wyd. Uniwersytetu Wrocławskiego, 1994, s. 148; ISBN 83-229-1153-X.
- Ivan Chajda, Kazimierz Głazek: A basic course on general algebra, Technical University Press, Zielona Góra 2000, stron 151; ISBN 83-85911-81-2.
- Kazimierz Głazek: A short guide to the literature on semirings and their applications in mathematics and computer science. Technical University Press, Zielona Góra, 2000. stron viii + 428.
- Kazimierz Głazek: A guide to the literature on semirings and their applications in mathematics: with complete bibliography. Kluwer Academic Publishers, Dordrecht, Boston, London, 2002, stron 392; ISBN 1-4020-0717-5.

## Alpinizm

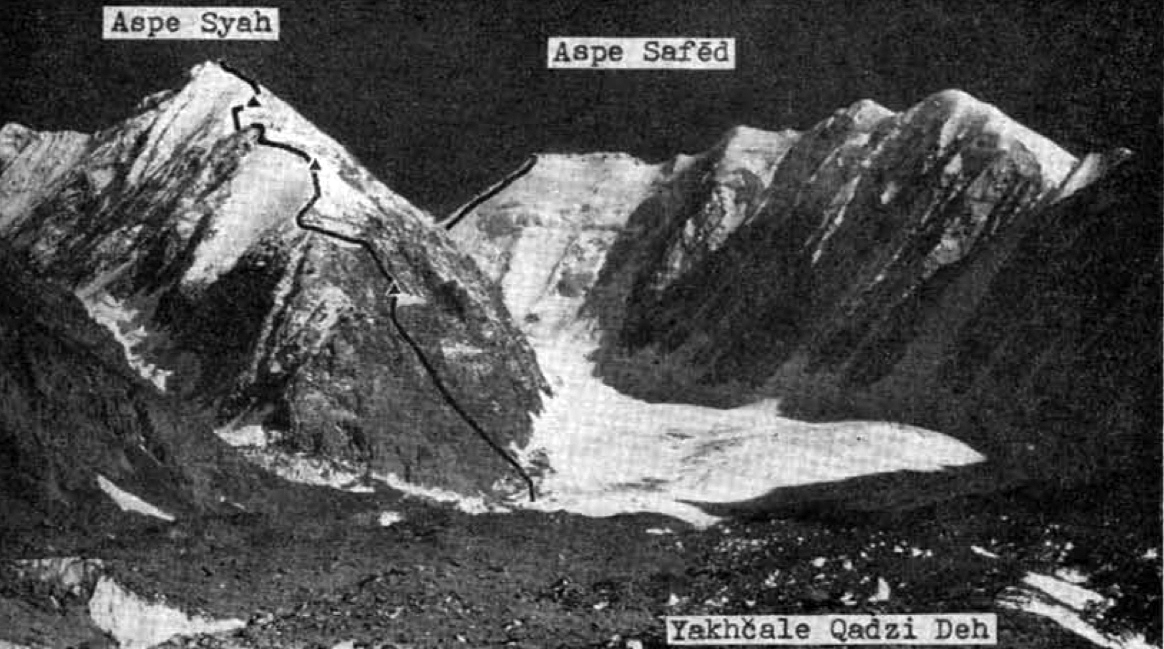
Szczyty Aspe Syah (6350 m – pierwsze wejście Kazimierza Głazka i Kazimierza Piotrowskiego w 1971) i Aspe Safed (6607 m) w Hindukuszu. Z lewej strony widoczne dolne partie Noszaka (7492 m)

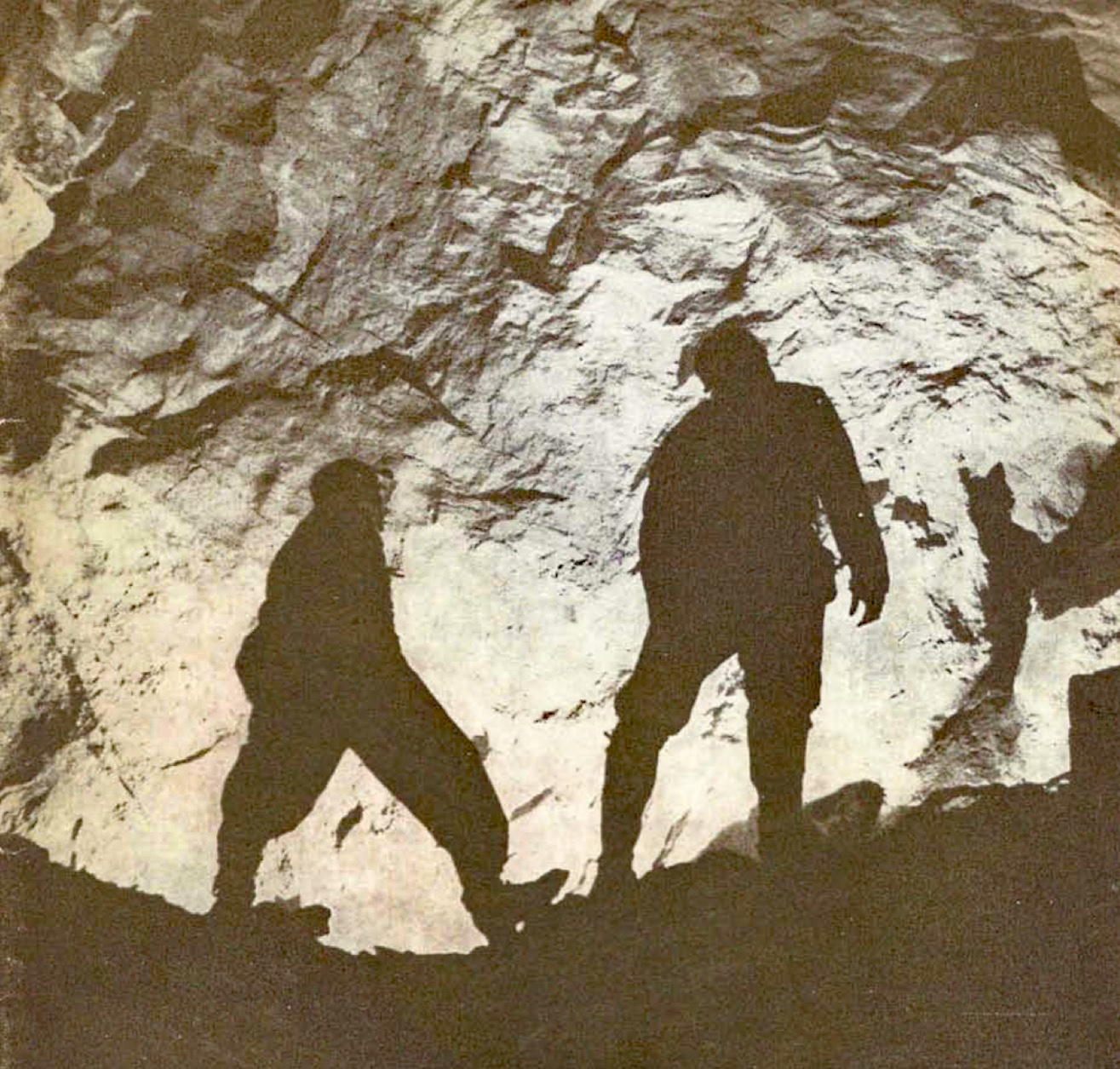
Joachim Wachowicz i Kazimierz Głazek w jaskini Czarnej w Tatrach, 1971

Od 1957 uprawiał wspinaczkę, początkowo aktywny był w Górach Sokolich, potem w Tatrach. W latach 60. wspinał się w różnych masywach w Alpach (m.in. nowa droga północno-wschodnim filarem Finsteraarhornu, z Krzysztofem Zdzitowieckim). W 1969 uczestniczył w wyprawie do węzła Matcza w Pamiro-Ałaju. Wówczas grupa 5 polskich alpinistów zdobyła 12 dziewiczych szczytów, a Głazek był na 7 z nich. Zdobyczą wyprawy był m.in. najwyższy szczyt całego pasma, Pik Skalistyj (5621 m, pierwsze wejście, 12 sierpnia 1969, Krzysztof Cielecki, Kazimierz Głazek, Bogdan Jankowski, Tadeusz Piotrowski i Bernard Uchmański).
W 1971 wziął udział w wyprawie w Hindukusz. Razem z Kazimierzem Piotrowskim zdobył szczyty Aspe Syah (6350 m) i Sakhe Kalan (5880 m). Aspe Syah („Czarny Koń”) wznosi się na bocznej grani Noszaka (7492 m). Wejście na Aspe Syah zostało określone jako „wyróżniające się największym nagromadzeniem trudności z wszystkich wielkich dróg przebytych przez Polaków w Hindukuszu Wysokim”.
Wspinał się także na szczyty  Pamiru (1972 i 1974, nowa droga), Kaukazu (1973), Norwegii (1973 i 1974)), Szwecji (1978, nowe drogi). W 1976 uczestniczył w narodowej wyprawie na K2, która wytyczała do wys. ok. 8400 m nową drogę długą wschodnia granią (wraz z Andrzejem Heinrichem bez tlenu osiągnął wysokość ok. 8100 m, ale przypłacił to ostrym atakiem choroby wysokościowej, co na kilka lat wyłączyło go z himalaizmu). W Himalajach pojawił się znowu w 1985 i 1986, uczestnicząc w wyprawach na Nanga Parbat i Himalchuli. Wspinał się także w kanadyjskich Górach Skalistych (1981, nowa droga) i w Andach Peruwiańskich (1987).
Najwybitniejsze i zarazem najtragiczniejsze osiągnięcie przyszło w 1975 w Karakorum. 28 lipca zdobył wraz z Markiem Kęsickim, Bohdanem Nowaczykiem, Andrzejem Sikorskim i Januszem Kulisiem dziewiczy szczyt ośmiotysięczny Broad Peak Middle (albo Central), drugi co do wysokości i wybitności wierzchołek masywu Broad Peak. Załamanie pogody w drodze powrotnej doprowadziło do tragicznej śmierci Kęsickiego, Nowaczyka i Sikorskiego. Był to wówczas pierwszy w ogóle ośmiotysięczny wierzchołek zdobyty przez Polaków i krótkotrwały polski rekord wysokości uzyskany na szczycie, jednak najtrwalszym dorobkiem jest to, że uważany on jest (m.in. przez Güntera Oskara Dyhrenfurtha) za najbardziej samodzielny z tzw. bocznych ośmiotysięczników (oprócz szeroko znanej czternastki głównych szczytów ośmiotysięcznych, tworzącej „Koronę Himalajów”).
Jeden z wrocławskich krasnali (grupa Alpinki) nosi imię Głazek na cześć Kazimierza Głazka. Był członkiem i uczestnikiem wypraw jaskiniowych Sekcji Grotołazów Wrocław.

### Publikacje taternickie
- Kazimierz Głazek, Władysław Janowski: Skałki wzgórza Sokolik w Rudawach Janowickich: przewodnik wspinaczkowy. Wydawnictwo PTTK „Kraj”, Warszawa 1994, ISBN 83-7005-355-6.
- współpracował z Jerzym Kolankowskim przy jego opracowaniu Skalnych dróg Sudetów Zachodnich (1971).[13]